# Eretnides
1328/1336–1381/1398
Entités précédentes :
- Ilkhanat de Perse

Entités suivantes :
- Empire ottoman

Les Eretnides, connus aussi comme Banu Eretna, sont une dynastie de beys d’Anatolie qui ont succédé aux Ilkhanides pendant la seconde période des beylicats.
Ils ont régné sur la Cappadoce, entre Kayseri, Sivas et Amasya, entre 1328 et 1381.

## Histoire

### Alaeddin Eretna
Le fondateur de la dynastie, Eretna, est un officier ouïghour,,,,,,, au service des Ilkhanides ou de leurs vassaux les Chupanides.
Pendant le règne de l’Ilkhan Abu Saïd Bahadur, l’émir Chupan arrive en Anatolie. Timurtaş, fils cadet de Chupan, est nommé gouverneur de l’Anatolie (1319). Il entreprend de remettre de l’ordre dans la région. En 1321, Timurtaş se révolte contre les Ilkhans et fait alliance avec les Mamelouks d’Égypte. Chupan obtient d’Abu Saïd Bahadur le pardon et le maintien dans ses fonctions de gouverneur de l’Anatolie de son fils qu’il convainc de se soumettre. 
En 1327, Chupan, tombé en disgrâce, est tué par l’Ilkhan. Timurtaş va se réfugier en Égypte. Eretna, membre de la suite de Timurtaş, devient son représentant en Anatolie. De 1327 à 1335, il se maintient dans ce poste sous la tutelle des Ilkhanides. Timurtaş est dans un premier temps, bien reçu par An-Nâsir,. Il est ensuite exécuté par celui-ci à la demande d’Abu Saïd en juillet/aout 1328. Un nouveau gouverneur de l’Anatolie, Chaykh Hasan Buzurg, fondateur de la dynastie des Jalayirides, est nommé pour remplacer Timurtaş, mais Eretna bien au courant de toutes les affaires de l’État reste en place.
En 1336, après la mort d’Abu Saïd, Hasan Buzurg conforte la position des Jalayirides en Irak. Il quitte l’Anatolie laissant Eretna le représenter sur place. Eretna en profite pour se mettre sous la protection du sultan mamelouk An-Nâsir Muhammad ben Qalâ'ûn (1338). Le Chaykh Hasan Kûtchek, fils de Timurtaş et petit-fils de Chupan rassemble la majeure partie de la famille autour de lui. Il vainc son cousin, le Jalaiyride Hasan Buzurg en 1338 et installe le royaume des Chupanides dans la région de Tabriz. 
Il demande à Eretna de se soumettre à son autorité. Comme Eretna refuse, Hasan Kûtchek entre en guerre contre lui. Eretna remporte la bataille qui se déroule à Karabük et acquiert un important butin (1343).
Eretna continue cette guerre qui lui vaut une réputation grandissante. Il se déclare sultan avec le titre d’Alaeddin (noblesse de la religion) (1344). Il domine alors une bonne partie de l’Anatolie centrale et déplace sa capitale de Sivas vers Kayseri.

### Giyaseddin Mehmed
En 1352, après la mort d’Eretna, son héritier désigné est son plus jeune fils Mehmed avec le titre de Gıyaseddin. Son frère aîné, Cafer (Ja`far), essaie de s’imposer mais il doit finalement se réfugier en Égypte.
Giyaseddin Mehmed est trop jeune pour exercer seul le pouvoir. Son vizir, Ali Shah exerce la régence. Plus tard il tente de prendre le pouvoir. Mehmed, avec l’aide des Mamelouks, en vient à bout. Ali Shah meurt au cours d’une bataille (1364). Peu après, un complot mené par l’émir d’Amasya fait assassiner Mehmed à Kayseri (1365).
Giyaseddin Mehmed nomme cadi le jeune Burhaneddin Ahmed.

### Alaeddin Ali
Ali, le très jeune fils de Mehmed est désigné pour lui succéder. Il reçoit le même titre que son grand-père : Alaeddin. Les Karamanides profitent de cette situation pour prendre Niğde et Aksaray, puis Kayseri ce qui contraint Alaeddin Ali à se replier sur Sivas.
Le cadi Burhaneddin Ahmed est en mesure de reconquérir Kayseri. Il devient vizir et atabeg d’Alaeddin Ali, mais ils ne parviens pas à reprendre tous les territoires pris par les Karamanides.
Alaeddin Ali règne nominalement jusqu’en 1380. Il meurt, à Kazabad à cause d’une épidémie de peste.

### Çelebi Mehmed
Le fils d’Alaeddin Ali n’a que sept ans lorsqu’il accède au trône avec le titre de Çelebi Mehmed. C’est le gouverneur de Karahisar qui est désigné comme régent. Mais peu après il est assassiné par le cadi Burhaneddin Ahmed qui prend la régence. Burhaneddin Ahmed détrône Mehmed et se déclare sultan (1381), mettant un terme à la dynastie.

## Héritage
Malgré la courte durée de cette dynastie, ils laissent derrière eux un certain nombre de monuments qui se distinguent des monuments seldjoukides par leur style.
- Le minaret Güdük (Güdük minare) à Sivas ;
- La coupole Sirçali (Sirçali kümbet) à Kayseri ;
- La médersa mausolée kiosque (Köşk medrese) à Kayseri (Voir Kösk Madrasa and Tomb) ;
- La mosquée de Sunqur Beg à Nigde ;

## La dynastie
| Dates     | Nom                         | Nom turc               | Fils de |                                   |
| --------- | --------------------------- | ---------------------- | ------- | --------------------------------- |
| 1336-1352 | `Ala’ al-Dîn Eretna         | Alaeddin Eretna        | Ja`far  | Fondateur éponyme de la dynastie. |
| 1352-1366 | Ghiyâth al-Dîn Muhammad Ier | Gıyaseddin Mehmed      | Eretna  |                                   |
| 1366-1380 | `Ala’ al-Dîn `Alî           | Alaeddin Ali           | Mehmed  |                                   |
| 1380-1381 | Muhammad II Chelebi         | Mehmed Çelebi          | Ali     |                                   |
| 1381-1398 | Ahmad Burhân al-Dîn         | Kadı Burhaneddin Ahmed |         | Prend le pouvoir                  |